# Fayalita
La fayalita es un mineral de la clase de los nesosilicatos, y dentro de esta pertenece al llamado grupo del olivino. Fue descubierta en 1840 en rocas volcánicas en la isla de Fayal, en el archipiélago de las Azores (Portugal), de donde toma su nombre.

## Características químicas
Es un silicato de hierro, el equivalente con Fe2+ de la forsterita, la tefroíta y el olivino cálcico, otros minerales de su grupo.
Forma dos series de solución sólida, una de ellas con la forsterita (Mg2SiO4), en la que la sustitución gradual del hierro por magnesio va dando los distintos minerales de la serie. Una segunda serie es la que forma con la tefroíta ((Mn2+)2SiO4), en la que se va sustituyendo el hierro por manganeso y va dando minerales antes llamados hortonolita o knebelita (nombres no aceptados hoy). Todos los minerales de ambas series cristalizan en el sistema ortorrómbico.
Además, la fayalita pura es muy rara y es muy común que lleve impurezas de manganeso.

## Formación y yacimientos
Es muy raro en la naturaleza, pero es muy común encontrarlo que se ha fabricado artificialmente en las escorias de hierro que se producen en procesos de metalurgia. De forma natural aparece en rocas ígneas ultramáficas que se hayan empobrecido en sílice. También en rocas plutónicas, raramente en pegmatitas de granito.Ejemplares notables, con microcristales bien definidos, se encuentran en las canteras situadas sobre el volcán Bellerberg,  Ettringen,  Mayen-Koblenz,  Rhineland-Palatinado,  (Alemania)
Suele encontrarse asociado a otros minerales como: augita, plagioclasa, microclina, cuarzo, apatito, magnetita, ilmenita, espinela, hedenbergita, arfvedsonita, anfíboles, almandino, tridimita o grunerita.